# الإشبينات (فلم)
الإشبينات (بالإنجليزية: Bridesmaids) هو فيلم كوميدي تم إنتاجه في الولايات المتحدة وصدر في سنة 2011. الفيلم من كتابة كريستين ويج.

## طاقم التمثيل
- كريستين ويج
- مايا رودولف
- روز بيرن
- ويندي ماكليندون كوفي

## القصة
قصة الفيلم تدور حول الجميلة آني التي تعمل في محل للمجوهرات والمرتبطة بعلاقة عاطفية مع شاب جذاب ولا تبالي بفكرة الزواج منه لكن كل ما يشغل بالها هو الإبقاء على هذه العلاقة كما هي إلا أن الأمر يتغير عندما تعلن صديقة آني - (ليليان) نيتها الزواج وتلتقي بشقيقة العريس (هيلين) وهنا تبدأ المنافسة بينهما على لقب وصيفة العروس.

## الميزانية والإيرادات
بلغت تكلفة إنتاج الفيلم حوالي 32.5 مليون دولار بينما حقق أرباحا تقدر بـ 288,383,523 دولار.

## روابط خارجية
- مقالات تستعمل روابط فنية بلا صلة مع ويكي بيانات